# Richard Bandler

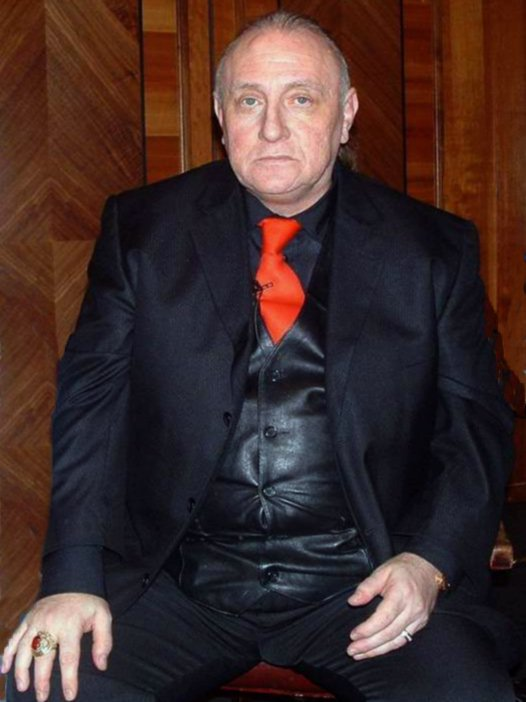
Richard Bandler

Richard Bandler, född 24 februari 1950 i Teaneck, New Jersey, är en amerikansk författare.
Är tillsammans med John Grinder grundare av NLP, neurolingvistisk programmering. Utifrån studier av framgångsrika terapeuter och pedagoger, som Virginia Satir, kunde Bandler och Grinder identifiera ett antal framgångsfaktorer eller nycklar för god kommunikation.

## Corine Christensen-fallet
Den tredje november 1986 sköts Corine Christensen, en av Bandlers studenter samt flickvän till hans kokainlangare, ihjäl i sitt radhus. Christensen sköts i ansiktet med en .357 Magnum tillhörandes Bandler som enligt uppgift fanns på plats vid tillfället av dådet. Bandler anklagades för mordet, men friades i rättegång. Mordet är olöst.

## Rättegångsprocesser
I juli 1996 stämde Bandler John Grinder och återigen i januari 1997 stämde han Grinder och många medlemmar av NLP-samfundet inklusive Carmen Bostic-St. Clair samt Steve och Connirae Andreas. Bandler yrkade på varumärkesintrång, immateriell äganderätt till NLP, konspiratoriskt skadeståndsgrundande inblandning, brott mot förlikningsavtalet m.m. 
I slutet av 2000 uppnåddes någon slags förlikning mellan Bandler och Grinder när parterna ingick en uppgörelse vari de bland annat kom överens om att de är medskapare och grundare av tekniken för Neurolingvistisk programmering. Grinder och Bandler kom överens om att uppmärksamma de insatser och bidrag av varandra i skapandet och den inledande utvecklingen av NLP. I samma överenskommelse ingår att inte nedvärdera varandras insatser, på något sätt, om deras respektive medverkan inom området.